# Sigmatidium difficile
Sigmatidium difficile är en kräftdjursart som beskrevs av Giesbrecht 1881. Sigmatidium difficile ingår i släktet Sigmatidium och familjen Ectinosomatidae. Inga underarter finns listade i Catalogue of Life.